# Ferrovia Biella-Cossato-Vallemosso
La ferrovia Biella-Cossato-Vallemosso era una linea ferroviaria a scartamento ridotto che univa Biella alla stazione di Cossato proseguendo fino a Vallemosso. Inaugurata nel 1891 ed elettrificata nel 1924, venne dismessa nel 1958.

## Storia

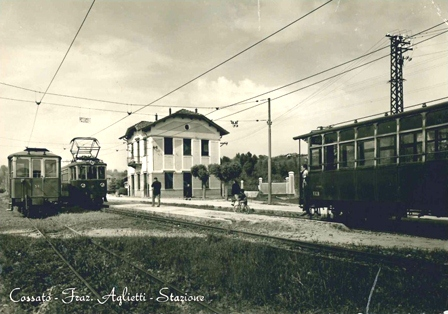
Cossato, stazione FEB

Con regio decreto nº 6597 dell'8 novembre 1889 la Societé Générale des Chemins de Fer Économiques, azienda di diritto belga, ottenne la concessione per la costruzione e l'esercizio di tre linee ferroviarie economiche che avrebbero unito Biella rispettivamente a Balma, Vallemosso e Mongrando.
Inaugurata assieme alle altre linee sociali il 31 dicembre 1891, la Biella-Cossato-Vallemosso venne gestita dalla società belga fino al 1923, anno in cui la stessa, insieme alla linea per Balma, fu ceduta alla neocostituita Società Anonima Ferrovie Elettriche Biellesi, che avviò l'elettrificazione delle due linee.
L'avvio del servizio a trazione elettrica, attuato con corrente continua a 2.400 Volt in seguito all'emanazione dei provvedimenti d'incentivazione statale, avvenne il 25 agosto 1924. La linea di Mongrando era passata nel frattempo alla SABOTE, società che aveva in gestione la tranvia Biella-Oropa.

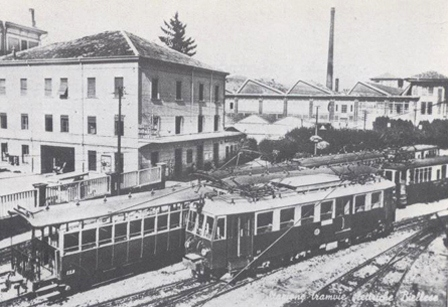
Treni in sosta a Biella

Il 15 marzo 1930 venne attivata la diramazione tra Cossato e Masserano, della lunghezza di 6,518 km, primo tratto di un previsto prolungamento verso Gattinara mai realizzato che prevedeva l'interconnessione con la tranvia Vercelli-Gattinara-Aranco, acquisita dalla FEB nel 1926 dalla Società Anonima dei Tramways Vercellesi, quale primo elemento di una rete ancora più estesa. Tale espansione contribuì comunque a incrementare il buon volume di traffico viaggiatori e merci già registrato. Queste ultime erano costituite in prevalenza da balle di lana e cotone, macchinari, coloranti per tintura e carbone.
Nel 1954, in un clima politico non favorevole agli investimenti nel trasporto su rotaia e con impianti penalizzati dalla concorrenza del trasporto individuale, le Ferrovie Elettriche Biellesi, la SABOTE e alcuni operatori su gomma locali vennero incorporate nella nuova Azienda Trasporti Autoferrotranviari (ATA), che si adoperò per la sostituzione di tutti gli impianti ferrotranviari con un servizi automobilistici.
La linea venne definitivamente chiusa all'esercizio il 15 dicembre 1958 e rapidamente smantellata; il sedime ferroviario risulta per buona parte ancora conservato così come i fabbricati viaggiatori e le opere d'arte, a eccezione del fabbricato di stazione di Cossato, demolito.

## Caratteristiche
|  | Unknown route-map component "exCONTg" |

|  | Unknown route-map component "exBHF" |

|  | Unknown route-map component "exBHF" |

|  | Unknown route-map component "exBHF" |

|  | Unknown route-map component "exABZgl" | Unknown route-map component "exCONTfq" |

|  | Unknown route-map component "exBHF" |

|  | Unknown route-map component "exBHF" |

|  | Unknown route-map component "exHST" |

|  | Unknown route-map component "exBHF" |

|  | Unknown route-map component "exBHF" |

|  | Unknown route-map component "exHST" |

|  | Unknown route-map component "exBHF" |

|  | Unknown route-map component "exHST" |

|  | Unknown route-map component "exHST" |

|  | Unknown route-map component "exBHF" |

|  | Unknown route-map component "exHST" |

|  | Unknown route-map component "exBHF" |

|  | Unknown route-map component "exABZgl" | Unknown route-map component "exSTR+r" |

|  | Unknown route-map component "exSTR" | Unknown route-map component "exBHF" |

|  | Unknown route-map component "exSTR" | Unknown route-map component "exBHF" |

|  | Unknown route-map component "exSTR" | Unknown route-map component "exBHF" |

|  | Unknown route-map component "exSTR" | Unknown route-map component "exKBHFe" |

|  | Unknown route-map component "exSTR" |

|  | Unknown route-map component "exBHF" |

|  | Unknown route-map component "exHST" |

|  | Unknown route-map component "exBHF" |

|  | Unknown route-map component "exBHF" |

|  | Unknown route-map component "exKBHFe" |

Così come per le altre ferrovie economiche costruite dalla "belga", per la Biella-Vallemosso fu adottato lo scartamento di 950 mm, analogo a quello della tranvia Biella-Oropa.
La linea aveva la lunghezza complessiva iniziale di 20,536 chilometri, che venivano inizialmente percorsi in un'ora e quaranta minuti; le stazioni erano rette da capostazione. Il raggio minimo di curvatura era pari a 625 m, con pendenza massima del 28 per mille che saliva al 35 per mille sulla diramazione per Masserano.
Il deposito locomotive, l'officina aziendale, gli uffici amministrativi e la sottostazione elettrica, erano situati a Biella. A Cossato e Vallemosso erano presenti due ulteriori rimesse.

### Percorso

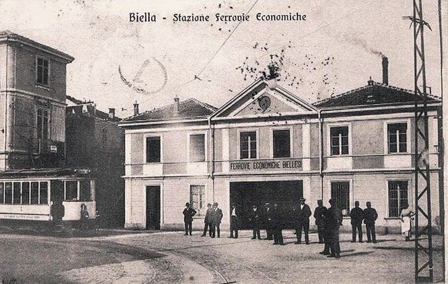
Biella, piazzale di stazione

Un raccordo interno al percorso urbano di Biella, comune alla linea proveniente da Balma, collegava la stazione FEB a quella della ferrovia Biella-Santhià, a scartamento normale.
Percorsa via Cernaia e lasciato il binario della linea per Balma, la linea per Vallemosso impegnava il ponte sul torrente Cervo per servire, con una stazione separata da quella lungo la ferrovia Biella-Novara, la frazione di Chiavazza. Da qui, impegnata la sede propria in costante discesa, veniva seguito un tracciato pressoché parallelo rispetto a quello della tranvia Biella-Cossato, della quale assorbì per intero il traffico merci, servendo le medesime località di San Rocco, San Quirico-Lanificio Mosca, Vigliano Biellese, Avandino, Valdengo, Stropodarca, Cerreto Castello e Quaregna per giungere alla stazione di diramazione di Cossato, al chilometro 11+750.
Da qui la linea per Vallemosso piegava verso nord, lungo la valle dello Strona, interessando, nell'ordine, Ponte Guelpa, il Lanificio Valle e C. con la fermata di Crosa e la stazione di Strona, superata la quale veniva scavalcato il torrente e impegnata l'unica galleria della linea raggiungendo la fermata Valle San Nicolao, al km 18+633; riconquistata successivamente l'altra sponda del torrente, un rettifilo di 300 metri consentiva di raggiungere il capolinea settentrionale.
La deviazione per Masserano, che si diramava fisicamente dopo la stazione di Castellazzo, risultava interamente in sede propria e volgeva invece verso nord-est, discostandosi significativamente dal percorso di quella che divenne poi la strada statale 142, raggiungendo con due forti rampe Lessona Centro  e toccando i paesi di Castello, Dallimonti e Mercandetti.